# 路易吉·鲁索洛

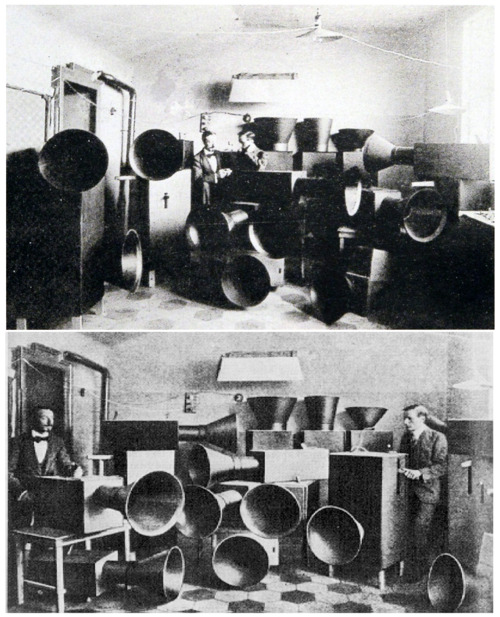

路易吉·鲁索洛（Luigi Russolo，1883年4月30日—1947年2月4日），意大利画家和作曲家。

## 生平
他开始是未来主义运动的重要成员，於1915年退出，后来又加入形而上画派。
路易吉·鲁索洛等人在视觉艺术领域发扬了马里内蒂的未来主义观念。鲁索洛同时还是一位作曲家，他将未来主义元素引入了音乐领域。

## 宣言
- L'arte dei rumori (1913)
- Al di là della materia (1938)